# Seznam dílů seriálu Rizzoli & Isles: Vraždy na pitevně
Toto je seznam dílů seriálu Rizzoli & Isles: Vraždy na pitevně. Americký seriál Rizzoli & Isles: Vraždy na pitevně vysílala kabelová televize TNT od 12. července 2010. V titulních rolích účinkují Angie Harmon a Sasha Alexander. Premiéra seriálu v USA vytvořila rekord jako nejsledovanější premiéra seriálu na kabelových stanicích. V ČR seriál vysílá od 6. září 2012 TV Prima a od 4. řady stanice Prima Love.

## Přehled řad
| Řada | Díly | Premiéra v USA    | Premiéra v USA    | Premiéra v ČR      | Premiéra v ČR     |
| Řada | Díly | První díl         | Poslední díl      | První díl          | Poslední díl      |
| ---- | ---- | ----------------- | ----------------- | ------------------ | ----------------- |
| 1    | 10   | 12. července 2010 | 13. září 2010     | 6. září 2012       | 8. listopadu 2012 |
| 2    | 15   | 11. července 2011 | 26. prosince 2011 | 15. listopadu 2012 | 7. března 2013    |
| 3    | 15   | 5. června 2012    | 25. prosince 2012 | 14. března 2013    | 20. června 2013   |
| 4    | 16   | 25. června 2013   | 18. března 2014   | 12. února 2014     | 28. května 2014   |
| 5    | 18   | 17. června 2014   | 17. března 2015   | 23. dubna 2015     | 20. srpna 2015    |
| 6    | 18   | 16. června 2015   | 15. března 2016   | 24. března 2016    | 21. července 2016 |
| 7    | 13   | 6. června 2016    | 5. září 2016      | 6. dubna 2017      | 29. června 2017   |

## Seznam dílů

### První řada (2010)
| Č. v seriálu | Č. v řadě | Původní název                      | Český název                | Režie            | Scénář                   | Premiéra v USA    | Premiéra v ČR     |
| ------------ | --------- | ---------------------------------- | -------------------------- | ---------------- | ------------------------ | ----------------- | ----------------- |
| 1            | 1         | See One. Do One. Teach One         | Starý známý                | Michael M. Robin | Janet Tamaro             | 12. července 2010 | 6. září 2012      |
| 2            | 2         | Boston Strangler Redux             | Návrat Bostonského škrtiče | Michael M. Robin | Janet Tamaro             | 19. července 2010 | 13. září 2012     |
| 3            | 3         | Sympathy for the Devil             | Smlouva s ďáblem           | Roxann Dawson    | Joel Fields              | 26. července 2010 | 20. září 2012     |
| 4            | 4         | She Works Hard for the Money       | Tvrdě vydřené peníze       | Arvin Brown      | Dave Caplan              | 1. srpna 2010     | 27. září 2012     |
| 5            | 5         | Money for Nothing                  | Rychlé prachy              | Nelson McCormick | Dave Caplan, Joel Fields | 9. srpna 2010     | 4. října 2012     |
| 6            | 6         | I Kissed a Girl                    | Políbila jsem holku        | Michael Zinberg  | Alison Cross             | 16. srpna 2010    | 11. října 2012    |
| 7            | 7         | Born to Run                        | Závod o smrt               | Matt Penn        | David Gould              | 23. srpna 2010    | 18. října 2012    |
| 8            | 8         | I'm Your Boogie Man                | Kostlivec v mrazáku        | Mark Haber       | Janet Tamaro             | 30. srpna 2010    | 25. října 2012    |
| 9            | 9         | The Beast in Me                    | Mé vnitřní zvíře           | Adam Arkin       | Karina Csolty            | 6. září 2010      | 1. listopadu 2012 |
| 10           | 10        | When the Gun Goes Bang, Bang, Bang | Absolutní oběť             | Michael M. Robin | Janet Tamaro             | 13. října 2010    | 8. listopadu 2012 |

### Druhá řada (2011)
| Č. v seriálu | Č. v řadě | Původní název                   | Český název              | Režie            | Scénář                           | Premiéra v USA     | Premiéra v ČR      |
| ------------ | --------- | ------------------------------- | ------------------------ | ---------------- | -------------------------------- | ------------------ | ------------------ |
| 11           | 1         | We Don't Need Another Hero      | K čemu jsou hrdinové     | Michael Zinberg  | Janet Tamaro                     | 11. července 2011  | 15. listopadu 2012 |
| 12           | 2         | Living Proof                    | Dítě jako důkaz          | Bethany Rooney   | Dee Johnson                      | 18. července 2011  | 22. listopadu 2012 |
| 13           | 3         | Sailor Man                      | Svátek námořníků         | Michael Zinberg  | Joel Fields                      | 25. července 2011  | 29. listopadu 2012 |
| 14           | 4         | Brown Eyed Girl                 | Dívka s hnědýma očima    | Mark Haber       | Julie Hébert                     | 1. srpna 2011      | 6. prosince 2012   |
| 15           | 5         | Don't Hate the Player           | Ten hráč za nic nemůže   | Holly Dale       | David Gould, Janet Tamaro        | 8. srpna 2011      | 13. prosince 2012  |
| 16           | 6         | Rebel Without a Pause           | Rebel s příčinou         | Nelson McCormick | Elizabeth Benjamin, Janet Tamaro | 15. srpna 2011     | 3. ledna 2013      |
| 17           | 7         | Bloodlines                      | Dědictví krve            | Michael Zinberg  | Elizabeth Benjamin, Dee Johnson  | 22. srpna 2011     | 10. ledna 2013     |
| 18           | 8         | My Own Worst Enemy              | Můj nejhorší nepřítel    | Terrence O'Hara  | Joel Fields, Emilia Serrano      | 29. srpna 2011     | 17. ledna 2013     |
| 19           | 9         | Gone Daddy Gone                 | Sbohem, táto             | Fred Toye        | David Gould, Dee Johnson         | 5. září 2011       | 24. ledna 2013     |
| 20           | 10        | Remember Me                     | Vzpomeň si na mě         | Randy Zisk       | David J. North, Janet Tamaro     | 12. září 2011      | 31. ledna 2013     |
| 21           | 11        | Can I Get A Witness?            | Sežeňte mi svědka        | Andy Wolk        | Janet Tamaro, Elizabeth Benjamin | 28. listopadu 2011 | 7. února 2013      |
| 22           | 12        | He Ain't Heavy, He's My Brother | Potíže s bratrem         | Steve Robin      | David Gould, Dee Johnson         | 5. prosince 2011   | 14. února 2013     |
| 23           | 13        | Seventeen Ain't So Sweet        | Ne moc sladkých sedmnáct | Rod Holcomb      | Shelley Meals, Darin Goldberg    | 12. prosince 2011  | 21. února 2013     |
| 24           | 14        | Don't Stop Dancing, Girl        | Nepřestávej tančit       | Mark Haber       | David Gould, Janet Tamaro        | 19. prosince 2011  | 28. února 2013     |
| 25           | 15        | Burning Down the House          | Vražedný požár           | Michael Zinberg  | Janet Tamaro                     | 26. prosince 2011  | 7. března 2013     |

### Třetí řada (2012)
| Č. v seriálu | Č. v řadě | Původní název              | Český název             | Režie                | Scénář                                  | Premiéra v USA     | Premiéra v ČR    |
| ------------ | --------- | -------------------------- | ----------------------- | -------------------- | --------------------------------------- | ------------------ | ---------------- |
| 26           | 1         | What Doesn't Kill You      | Co tě nezabije          | Michael Katleman     | Janet Tamaro                            | 5. června 2012     | 14. března 2013  |
| 27           | 2         | Dirty Little Secret        | Tajné hříchy            | Aaron Lipstadt       | Steve Lichtman, Kiersten Van Home       | 12. června 2012    | 21. března 2013  |
| 28           | 3         | This Is How a Heart Breaks | Zlomené srdce           | Steve Robin          | David Gould, Sal Calleros               | 19. června 2012    | 28. března 2013  |
| 29           | 4         | Welcome to the Dollhouse   | Dům panenek             | Mark Haber           | Russell J. Grant, Janet Tamaro          | 26. června 2012    | 4. července 2013 |
| 30           | 5         | Throwing Down the Gauntlet | Hozená rukavice         | Jamie Babbit         | Antoinette Stella, Janet Tamaro         | 3. července 2012   | 11. dubna 2013   |
| 31           | 6         | Money Maker                | Dobrá investice         | Greg Beeman          | David Sonnenborn, Janet Tamaro          | 10. července 2012  | 18. dubna 2013   |
| 32           | 7         | Crazy for You              | Láska bez hranic        | Frederick E. O. Toye | Antoinette Stella, Lindsay Sturman      | 17. července 2012  | 25. dubna 2013   |
| 33           | 8         | Cuts Like a Knife          | Hluboký zářez           | Randy Zisk           | David Gould, Sal Calleros               | 24. července 2012  | 2. května 2013   |
| 34           | 9         | Home Town Glory            | V rodinném kruhu        | Milan Cheylov        | Janet Tamaro                            | 31. července 2012  | 9. května 2013   |
| 35           | 10        | Melt My Heart to Stone     | Srdce jak žhavý kámen   | Michael Katleman     | Russell J. Grant, Janet Tamaro          | 14. srpna 2012     | 16. května 2013  |
| 36           | 11        | Class Action Satisfaction  | Společné zadostiučinění | Norman Buckley       | Antoinette Stella, Lindsay Sturman      | 27. listopadu 2012 | 23. května 2013  |
| 37           | 12        | Love the Way You Lie       | Miluj tak, jak lžeš     | Mark Harber          | Steve Lichtman, David Gould             | 4. prosince 2012   | 30. května 2013  |
| 38           | 13        | Virtual Love               | Virtuální láska         | Steve Robin          | Sam Lembeck, Sal Calleros, Janet Tamaro | 11. prosince 2012  | 6. června 2013   |
| 39           | 14        | Over/Under                 | Špinavé sázky           | Paul Holohan         | Russell J. Grant, Janet Tamaro          | 18. prosince 2012  | 13. června 2013  |
| 40           | 15        | No More Drama in My Life   | Životní dramata         | Michael Katleman     | Janet Tamaro                            | 25. prosince 2012  | 20. června 2013  |

### Čtvrtá řada (2013–2014)
| Č. v seriálu | Č. v řadě | Původní název                      | Český název                   | Režie            | Scénář                                    | Premiéra v USA    | Premiéra v ČR   |
| ------------ | --------- | ---------------------------------- | ----------------------------- | ---------------- | ----------------------------------------- | ----------------- | --------------- |
| 41           | 1         | We Are Family                      | Jedna velká rodina            | Michael Katleman | Janet Tamaro                              | 25. června 2013   | 12. února 2014  |
| 42           | 2         | In Over Your Head                  | Když je toho moc              | Jamie Babbit     | Russell J. Grant, Janet Tamaro            | 2. července 2013  | 19. února 2014  |
| 43           | 3         | But I Am a Good Girl               | Hodná holka                   | Mark Haber       | Charlie Craig, Ken Hanes                  | 9. července 2013  | 26. února 2014  |
| 44           | 4         | Killer in High Heels               | Vrah na úrovni                | Jamie Babbitt    | Lisa Marie Petersen, Janet Tamaro         | 16. července 2013 | 5. března 2014  |
| 45           | 5         | Dance with the Devil               | Zaprodat se ďáblu             | Norman Buckley   | Shireen Razack, Janet Tamaro              | 23. července 2013 | 12. března 2014 |
| 46           | 6         | Somebody's Watching Me             | Někdo se dívá                 | Milan Cheylov    | Lisa Marie Petersen, Ken Hanes            | 30. července 2013 | 19. března 2014 |
| 47           | 7         | All For One                        | Všechny za jednu              | Paul Holohan     | Janet Tamaro                              | 6. srpna 2013     | 26. března 2014 |
| 48           | 8         | Cold As Ice                        | Chladný jako led              | Randy Zisk       | Lisa Marie Petersen, Ken Hanes            | 13. srpna 2013    | 2. dubna 2014   |
| 49           | 9         | No One Mourns the Wicked           | Za hříšníky nikdo netruchlí   | Steve Robin      | Ken Hanes, Lisa M. Peterson, Janet Tamaro | 20. srpna 2013    | 9. dubna 2014   |
| 50           | 10        | Built for Speed                    | Rychlé stroje                 | Anthony Hardwick | Russell J. Grant, Matt MacLeod            | 27. srpna 2013    | 16. dubna 2014  |
| 51           | 11        | Judge, Jury & Executioner          | Soudce, porota a kat          | Mark Haber       | Shireen Razack, Jill Goldsmith            | 3. září 2013      | 23. dubna 2014  |
| 52           | 12        | Partners in Crime                  | Dokonalé vraždy               | Randy Zisk       | Linda McGibney, Janet Tamaro              | 10. září 2013     | 30. dubna 2014  |
| 53           | 13        | Tears of a Clown                   | Klaunův pláč                  | Michael Katleman | Ken Hanes, Matt MacLeod                   | 25. února 2014    | 7. května 2014  |
| 54           | 14        | Just Push Play                     | Smrtící hra                   | Kate Woods       | Linda McGibney, Sam Lembeck               | 4. března 2014    | 14. května 2014 |
| 55           | 15        | Food for Thought                   | Jak myslíš, tak jíš           | Steve Clancy     | Jill Goldsmith, Y. Shireen Razack         | 11. března 2014   | 21. května 2014 |
| 56           | 16        | You're Gonna Miss Me When I'm Gone | Budu ti scházet, až budu pryč | Norman Buckley   | Janet Tamaro                              | 18. března 2014   | 28. května 2014 |

### Pátá řada (2014–2015)
| Č. v seriálu | Č. v řadě | Původní název               | Český název         | Režie            | Scénář                          | Premiéra v USA    | Premiéra v ČR     |
| ------------ | --------- | --------------------------- | ------------------- | ---------------- | ------------------------------- | ----------------- | ----------------- |
| 57           | 1         | A New Day                   | Další den           | Michael Katleman | Michael Sardo                   | 17. června 2014   | 23. dubna 2015    |
| 58           | 2         | ...Goodbye                  | Poslední sbohem     | Steve Robin      | Jan Nash                        | 24. června 2014   | 30. dubna 2015    |
| 59           | 3         | Too Good to Be True         | Falešné naděje      | Mark Habber      | Ken Hanes                       | 1. července 2014  | 7. května 2015    |
| 60           | 4         | Doomsday                    | Soudný den          | Kevin Dowling    | Katie Wech                      | 8. července 2014  | 14. května 2015   |
| 61           | 5         | Best Laid Plans, The        | Nejlepší plán       | Christine Moore  | Alicia Kirk                     | 15. července 2014 | 21. května 2015   |
| 62           | 6         | Knockout                    | Poslední rána       | Paul Holahan     | Russell J. Grant, Michael Sardo | 22. července 2014 | 28. května 2015   |
| 63           | 7         | Boston Keltic               | Utajené doznání     | Kate Woods       | Blair Singer                    | 29. července 2014 | 4. června 2015    |
| 64           | 8         | Lost & Found                | Ztráty a nálezy     | Randy Zisk       | Jan Nash, Michael Sardo         | 5. srpna 2014     | 11. června 2015   |
| 65           | 9         | It Takes A Village          | Rodina je základ    | Michael Katleman | Ken Hanes, Jan Nash             | 12. srpna 2014    | 18. června 2015   |
| 66           | 10        | Phoenix Rising              | Jako Fénix z popela | Mark Haber       | Russell J. Grant, Alicia Kirk   | 19. srpna 2014    | 25. června 2015   |
| 67           | 11        | If You Can't Stand The Heat | Nesnesitelné vedro  | Steve Clancy     | Diana Mendez, Sam Lembeck       | 26. srpna 2014    | 2. července 2015  |
| 68           | 12        | Burden of Proof             | Tíha důkazů         | Norman Buckley   | Katie Wech                      | 2. září 2014      | 9. července 2015  |
| 69           | 13        | Bridge to Tomorrow          | Most k zítřku       | Edward Ornelas   | Ken Hanes                       | 17. února 2015    | 16. července 2015 |
| 70           | 14        | Foot Loose                  | Vratká budoucnost   | Christine Moore  | Michael Sardo                   | 24. února 2015    | 23. července 2015 |
| 71           | 15        | Gumshoe                     | Soukromý detektiv   | Greg Prange      | Ron McGee                       | 3. března 2015    | 30. července 2015 |
| 72           | 16        | In Plain View               | Na místě činu       | Mark Haber       | Russel J. Grant                 | 10. března 2015   | 6. srpna 2015     |
| 73           | 17        | Bite Out Of Crime           | Zvířecí instinkt    | Steven Robin     | Katie Wech                      | 17. března 2015   | 13. srpna 2015    |
| 74           | 18        | Family Matters              | Rodinná pouta       | Michael Katleman | Jan Nash                        | 17. března 2015   | 20. srpna 2015    |

### Šestá řada (2015–2016)
| Č. v seriálu | Č. v řadě | Původní název                | Český název             | Režie           | Scénář                  | Premiéra v USA    | Premiéra v ČR     |
| ------------ | --------- | ---------------------------- | ----------------------- | --------------- | ----------------------- | ----------------- | ----------------- |
| 75           | 1         | The Platform                 | Osudové nástupiště      | Greg Prange     | Jan Nash                | 16. června 2015   | 24. března 2016   |
| 76           | 2         | Bassholes                    | Podezřelé úspěchy       | Chad Lowe       | Michael Sardo           | 23. června 2015   | 31. března 2016   |
| 77           | 3         | Deadly Harvest               | Smrtící sklizeň         | Mark Haber      | Ken Hanes               | 30. června 2015   | 7. dubna 2016     |
| 78           | 4         | Imitation Game               | Hra s padělky           | Steve Robin     | Katie Wech              | 7. července 2015  | 14. dubna 2016    |
| 79           | 5         | Misconduct Game              | Přehmat                 | Kate Woords     | Ron McGee               | 14. července 2015 | 21. dubna 2016    |
| 80           | 6         | Face Value                   | Rozmazaná tvář          | Steve Clancy    | Sam Lembeck             | 21. července 2015 | 28. dubna 2016    |
| 81           | 7         | A Bad Seed Grows             | Sémě zla                | Christine Moore | Ruseel J. Grant         | 28. července 2015 | 5. května 2016    |
| 82           | 8         | Nice to Meet Your, Dr. Isles | Těší mě, doktore Islesi | Norman Buckley  | Jan Nash, Michel Sardo  | 4. srpna 2015     | 12. května 2016   |
| 83           | 9         | Love Taps                    | Láska až za hrob        | Pete Kowalski   | Ron McGee, Dan Hamamura | 11. srpna 2015    | 19. května 2016   |
| 84           | 10        | Sister Sister                | Sesterské vztahy        | Steve Robin     | Ken Hanes               | 18. srpna 2015    | 26. května 2016   |
| 85           | 11        | Fake It 'Til You Make It     | Falešná identita        | Mark Haber      | Katie Wech              | 25. srpna 2015    | 2. června 2016    |
| 86           | 12        | 5:26                         | 5:26                    | Greg Prange     | Michael Sardo           | 1. září 2015      | 9. června 2016    |
| 87           | 13        | Hide and Seek                | Hra na schovávanou      | Kevin G. Cremin | Jan Nash                | 16. února 2016    | 16. června 2016   |
| 88           | 14        | Murderjuana                  | Vražedná tráva          | Norman Buckley  | Russel J. Grant         | 16. února 2016    | 23. června 2016   |
| 89           | 15        | Scared to Death              | Vyděšeni k smrti        | Mark Haber      | Ron McGee               | 23. února 2016    | 30. června 2016   |
| 90           | 16        | East Meets West              | Setkání protikladů      | Mark Strand     | Ken Hanes               | 1. března 2016    | 7. července 2016  |
| 91           | 17        | Bomb Voyage                  | V minovém poli          | Jan Nash        | Jan Nash, Katie Wech    | 8. března 2016    | 14. července 2016 |
| 92           | 18        | A Shot in the Dark           | Výstřel ve tmě          | Greg Prange     | Michael Sardo           | 15. března 2016   | 21. července 2016 |

### Sedmá řada (2016)
| Č. v seriálu | Č. v řadě | Původní název              | Český název            | Režie             | Scénář                           | Premiéra v USA    | Premiéra v ČR   |
| ------------ | --------- | -------------------------- | ---------------------- | ----------------- | -------------------------------- | ----------------- | --------------- |
| 93           | 1         | Two Shots: Move Forward    | Dvě rány a jede se dál | Greg Prange       | Jan Nash                         | 6. června 2016    | 6. dubna 2017   |
| 94           | 2         | Dangerous Curve Ahead      | Nebezpečná zatáčka     | Norman Buckley    | Ron McGee                        | 6. června 2016    | 13. dubna 2017  |
| 95           | 3         | Cops vs. Zombies           | Poldové versus zombie  | Steve Robin       | Katie Wech                       | 13. června 2016   | 20. dubna 2017  |
| 96           | 4         | Post Mortem                | Post Mortem            | Mark Haber        | Meredith Philpott                | 20. června 2016   | 27. dubna 2017  |
| 97           | 5         | Shadow of Doubt            | Stín pochybnosti       | Peter B. Kowalski | Ken Hanes                        | 27. června 2016   | 4. května 2017  |
| 98           | 6         | There Be Ghosts            | Duchové se mstí        | Kevin G. Cremin   | Russell J. Grant                 | 11. července 2016 | 11. května 2017 |
| 99           | 7         | Dead Weight                | Tuková bomba           | Stephen Clancy    | Jeremy Svenson a Sam Lembeck     | 18. července 2016 | 18. května 2017 |
| 100          | 8         | 2M7258-100                 | Jane za mřížemi        | Angie Harmon      | Jan Nash                         | 25. července 2016 | 25. května 2017 |
| 101          | 9         | 65 Hours                   | 65 hodin               | Mark Strand       | Meredith Philpott a Dan Hamamura | 1. srpna 2016     | 1. června 2017  |
| 102          | 10        | For Richer or Poorer       | V bohatství či chudobě | Sasha Alexander   | Ken Hanes                        | 15. srpna 2016    | 8. června 2017  |
| 103          | 11        | Stiffed                    | V rakvi                | Jan Nash          | Katie Wech                       | 22. srpna 2016    | 15. června 2017 |
| 104          | 12        | Yesterday, Today, Tomorrow | Včera, zítra, dnes     | Greg Prange       | Ron McGee                        | 29. srpna 2016    | 22. června 2017 |
| 105          | 13        | Ocean Frank                | Konec služby           | Michael Robin     | Russell J. Grant a Jan Nash      | 5. září 2016      | 29. června 2017 |